# Openbare ijsbaan van Eniwa
De openbare ijsbaan van Eniwa (恵庭市民スケート場) is een ijsbaan in Eniwa in de prefectuur Hokkaido in het noorden van Japan. De openlucht-natuurijsbaan ligt op 36 meter boven zeeniveau. 
Erkende ijsbanen

Niet-erkende ijsbanen